# Henri Toivonen
Henri Toivonen, född 25 augusti 1956 i Jyväskylä, död 2 maj 1986 på Korsika i Frankrike, var en finländsk rallyförare.
Toivonen vann det brittiska RAC-rallyt 1980 i en Talbot och 1985 i en Lancia Delta S4.
Han omkom 1986 under det Korsikanska rallyt tillsammans med sin kartläsare, Sergio Cresto, när deras Lancia åkte av körsträckan i en oskyddad hårnålskurva. Bilen kraschade in i ett träd vilket föranledde att bensintanken fattade eld och exploderade. Kraschen påskyndade beslutet att till kommande tävlingssäsong förbjuda de så kallade Grupp B-bilarna på grund av de många olyckorna som hade kunnat förhindras om säkerhetskraven varit annorlunda.